# Ларрас, Роберто
Роберто Ларрас (исп. Roberto Larraz; 20 августа 1898, Буэнос-Айрес — 27 ноября 1978, Буэнос-Айрес) — аргентинский фехтовальщик. Участник четырёх Олимпиад (1924, 1928, 1932 y 1936). Член спортивного клуба «Химнасия и Эсгрима». На Олимпиаде 1928 года в Амстердаме завоевал бронзовую медаль в составе аргентинской команды по фехтованию.
Путёвку в финал южноамериканцы уступили французам. В матче за третье место «альбиселесте» обыграла сборную Бельгии, завоевав таким образом первые и единственные на данный момент бронзовые медали по фехтованию Аргентины.
Глава аргентинских делегаций на Летних Олимпийских играх в Лондоне (1948) и Хельсинки (1952).
В 1980 (посмертно) награждён премией «Платиновый Конекс». Считается лучшим фехтовальщиком в аргентинской истории. В память о нём, родной клуб организовал турнир по фехтованию — «Кубок Роберто Ларраса».